# Kegnæs fyr
Kegnæs fyr är en 18 meter hög fyr vid halvön Kegnæs på södra delen av ön Als i Danmark som utgör gränsen mellan Kielbukten och Langelands Bält. 
Den första fyren på platsen byggdes 1845 som ett 9 meter högt torn som var hopbyggt med fyrvaktarbostaden. Den övertogs av tyskarna år 1864 efter Dansk-tyska kriget och år 1896 byggdes den nuvarande vinkelfyren. Den överlämnades till Danmark i september 1920 och försågs med en en fotogeneldad brännare med glödnät och några år senare byggdes en ny fyrvaktarbostad.
Under andra världskriget  stationerades tyska soldater vid fyren som endast tändes när tyska krigsfartyg och konvojer med handelsfartyg passerade.
Fotogenbrännaren ersattes av en glödlampa år 1947 och år 1973 och 1995 renoverades fyren utvändigt. Fyrvaktarbostaden från 1845 är idag privatbostad.
Efter en renovering år 2019 är fyren öppen för besökare året runt alla dagar med fint väder.